# Weihnachtskämpfe

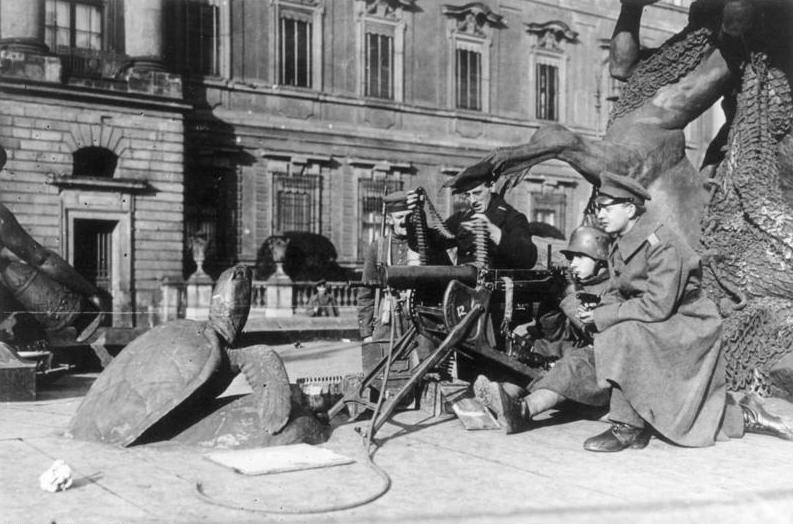
Maschinengewehrposten der Volksmarinedivision am Neptunsbrunnen beim Berliner Schloss, Dezember 1918

Die Weihnachtskämpfe (teilweise auch Weihnachtsaufstand oder Weihnachtsunruhen genannt) waren militärische Auseinandersetzungen in Berlin während der Novemberrevolution zwischen der Volksmarinedivision und regulären Truppen, die am 24. Dezember 1918 ihren Höhepunkt erreichten. Die Auseinandersetzungen entzündeten sich an nicht ausgezahlter Löhnung und an angeblichen Diebstählen der im Berliner Stadtschloss und im Neuen Marstall einquartierten Matrosen. Sie bildeten den äußeren Anlass zum Zerbrechen der Koalition der beiden sozialdemokratischen Parteien MSPD und USPD im Rat der Volksbeauftragten.

## Vorgeschichte
Seit mehreren Wochen gab es Streit um die Volksmarinedivision, die während der Novemberrevolution in Berlin gebildet worden war. Der preußische Finanzminister Hugo Simon (USPD) beschuldigte am 12. Dezember deren Angehörige, die sich im Berliner Stadtschloss einquartiert hatten, für das Verschwinden wertvoller Kunstschätze verantwortlich zu sein. Der Rat der Volksbeauftragten plante, zuverlässige Matrosen der Volksmarinedivision in die republikanische Soldatenwehr zu übernehmen und den Rest nach Gewährung einer Entschädigung zu entlassen. Am 13. Dezember weigerte sich die Volksmarinedivision aber, das Schloss zu räumen. Der zuständige Stadtkommandant Otto Wels (SPD) stellte der Einheit daraufhin ein Ultimatum bis zum 16. Dezember 12 Uhr mittags. Die Truppe weigerte sich und setzte eine Maschinengewehrabteilung in Alarmbereitschaft. Die Division protestierte vor dem Reichsrätekongress.
Gleichzeitig spitzten sich die Spannungen zwischen den Mehrheitssozialdemokraten auf der einen Seite und der USPD und anderen linken Gruppierungen auf der anderen Seite zu. Am 21. Dezember hatten die Revolutionären Obleute einstimmig die USPD-Mitglieder im Rat der Volksbeauftragten aufgefordert, aus der Regierung auszuscheiden. Innerhalb der Regierung verhärteten sich die Gegensätze zwischen beiden Koalitionsparteien, nicht zuletzt in Fragen der Militärpolitik: Die Mehrheitssozialdemokraten wollten die vom Reichsrätekongress einstimmig angenommenen „Hamburger Punkte“ nicht umsetzen, wonach militärische Rangabzeichen und außerdienstliches Tragen von Waffen abgeschafft wurden, die Offiziere gewählt werden sollten und das gesamte Heer von den Arbeiter- und Soldatenräten mit deren neu zu wählenden Zentralrat an der Spitze zu kontrollieren wären. Dies hätte die Zusammenarbeit mit der Obersten Heeresleitung (OHL) beendet, die der MSPD-Vorsitzende Friedrich Ebert durch sein Telefonat mit dem kaiserlichen Generalquartiermeister Wilhelm Groener am 9. oder 10. November 1918 vereinbart hatte, den so genannten Ebert-Groener-Pakt. Die OHL ihrerseits hatte sich in den Tagen der Novemberrevolution zurückgehalten, arbeitete aber Anfang Dezember an Plänen, die Macht der Arbeiter- und Soldatenräte und vor allem auch deren Einfluss auf die Soldaten des Heeres zu brechen sowie Ebert zum Übergangspräsidenten mit diktatorischen Vollmachten auszurufen: Zu diesem Zweck hatte General Arnold Lequis in Berlin ein Generalkommando gebildet. Der preußische Kriegsminister Heinrich Schëuch hatte es allerdings abgelehnt, hierbei den Oberbefehl zu übernehmen, weshalb Lequis autonom agierte. Ebert wusste zwar von der Bildung des Generalkommandos, war jedoch über die damit verbundenen Ziele der OHL nicht unterrichtet. Trotzdem erschütterte der Einmarsch einiger Truppen am 10. Dezember und das Angebot diktatorischer Vollmachten das Vertrauen der Rätebewegung zu Ebert nachhaltig.
In der sozial heterogen zusammengesetzten Volksmarinedivision bestand zu den militärpolitischen Fragen kein Konsens, dennoch sollte sie den Anlass bieten für das Zerbrechen der Koalition. Ob die Mehrheitssozialdemokraten im Rat der Volksbeauftragten absichtlich diese Gelegenheit ergriffen, die USPD-Mitglieder aus der Regierung zu drängen, oder ob es ihnen nur darauf ankam, die Diebstähle abzustellen, ist nicht gesichert. Am 21. Dezember 1918 forderte der Rat der Volksbeauftragten die zuständige Stadtkommandantur von Berlin auf, dafür zu sorgen, dass die Volksmarinedivision das Stadtschloss räumen und die Schlüssel an die Kommandantur herausgeben sollte. Im Gegenzug sollten die Truppen die ausstehende Löhnung in Höhe von 80.000 Mark erhalten. Ab Januar 1919 sollte die Volksmarinedivision dann deutlich verkleinert werden. Am 23. Dezember erklärten die Matrosen, die Schlüssel nicht wie gefordert dem Stadtkommandanten Wels, sondern nur an den Volksbeauftragten Emil Barth (USPD) übergeben zu wollen. Sie beriefen sich dabei auf eine Abmachung mit Hugo Haase (USPD), von der die übrigen Volksbeauftragten nichts wussten. Wels weigerte sich, die angesprochene Löhnung auszuzahlen – angesichts der bevorstehenden Weihnachtsfeiertage ein empfindliches Druckmittel –, und verlangte eine Entscheidung des Ratsvorsitzenden Ebert.

## Besetzung der Reichskanzlei
Daraufhin marschierte die Volksmarinedivision am 23. Dezember zur Stadtkommandantur (Unter den Linden 1), um ihren Forderungen Nachdruck zu verleihen. Außerdem setzte eine Abteilung Matrosen, die eigentlich die Reichskanzlei bewachen sollte, die Regierung fest und brachte die Telefonzentrale unter ihre Kontrolle. Während der Verhandlungen in der Stadtkommandantur kam es vor dem Gebäude zu einem Schusswechsel zwischen Angehörigen der Volksmarinedivision und der republikanischen Soldatenwehr. Dabei wurden ein Matrose getötet, einer verletzt. Die Schüsse waren bis in die Staatsoper Unter den Linden zu hören, wo gerade eine Aufführung stattfand. Das Publikum floh, die Musiker spielten weiter. In der Folge nahm die Volksmarinedivision Wels gefangen und brachte ihn als Geisel in den Marstall, wo er misshandelt wurde. Er war den Matrosen der Division verhasst, weil sie ihn für den Verantwortlichen einer Schießerei hielten, zu der es am 6. Dezember an der Ecke Chausseestraße/Invalidenstraße gekommen war. Ebert setzte zunächst auf eine Verhandlungslösung und versuchte noch am 23. Dezember ein Blutvergießen zwischen den meuternden Matrosen und den zum Schutz der Regierung anrückenden regulären Truppen unter General Arnold Lequis zu vermeiden.
Als er hörte, dass Wels in Lebensgefahr schwebe, sah Ebert keine andere Möglichkeit mehr und wandte sich am 24. Dezember über eine von den Matrosen nicht kontrollierte Telefonleitung an das preußische Kriegsministerium und bat um militärische Hilfe. Nach Darstellung des Historikers Ulrich Kluge verzichtete er auf die Unterstützung von 3.000 loyalen Soldaten, die der Potsdamer Arbeiter- und Soldatenrat zur Verfügung stellen wollte – möglicherweise, um durch nachgewiesene Schutzlosigkeit den Einsatz regulärer Truppen rechtfertigen zu können. Nach Walter Mühlhausens Ebert-Biographie bat er die bewaffneten Revolutionäre, die in und um Berlin sehr zahlreich waren, um Unterstützung; es hätten sich aber gerade einmal achtzig Mann eingefunden. Generalquartiermeister Groener hatte Ebert bereits am Vortag von Kassel aus telefonisch zu einem entschiedenen Vorgehen gegen die Volksmarinedivision geraten und ließ sich seinerseits von ihm zu einem militärischen Vorgehen ermächtigen. Er hatte zugesagt, der Regierung vier Divisionen zur Verfügung stellen zu können, doch in der allgemeinen Auflösung des Heeres bekam er nur 1.800 Mann zusammen.

## Kämpfe um das Stadtschloss

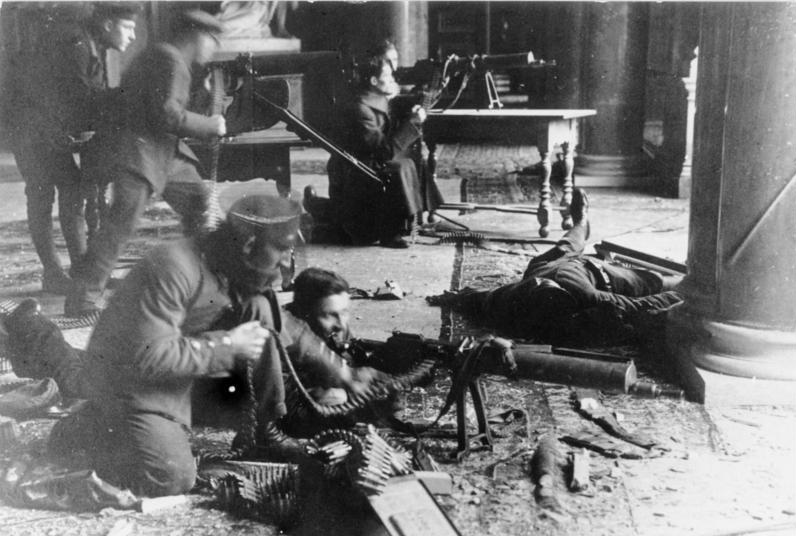
Weihnachtskämpfe im Pfeilersaal des Berliner Schlosses

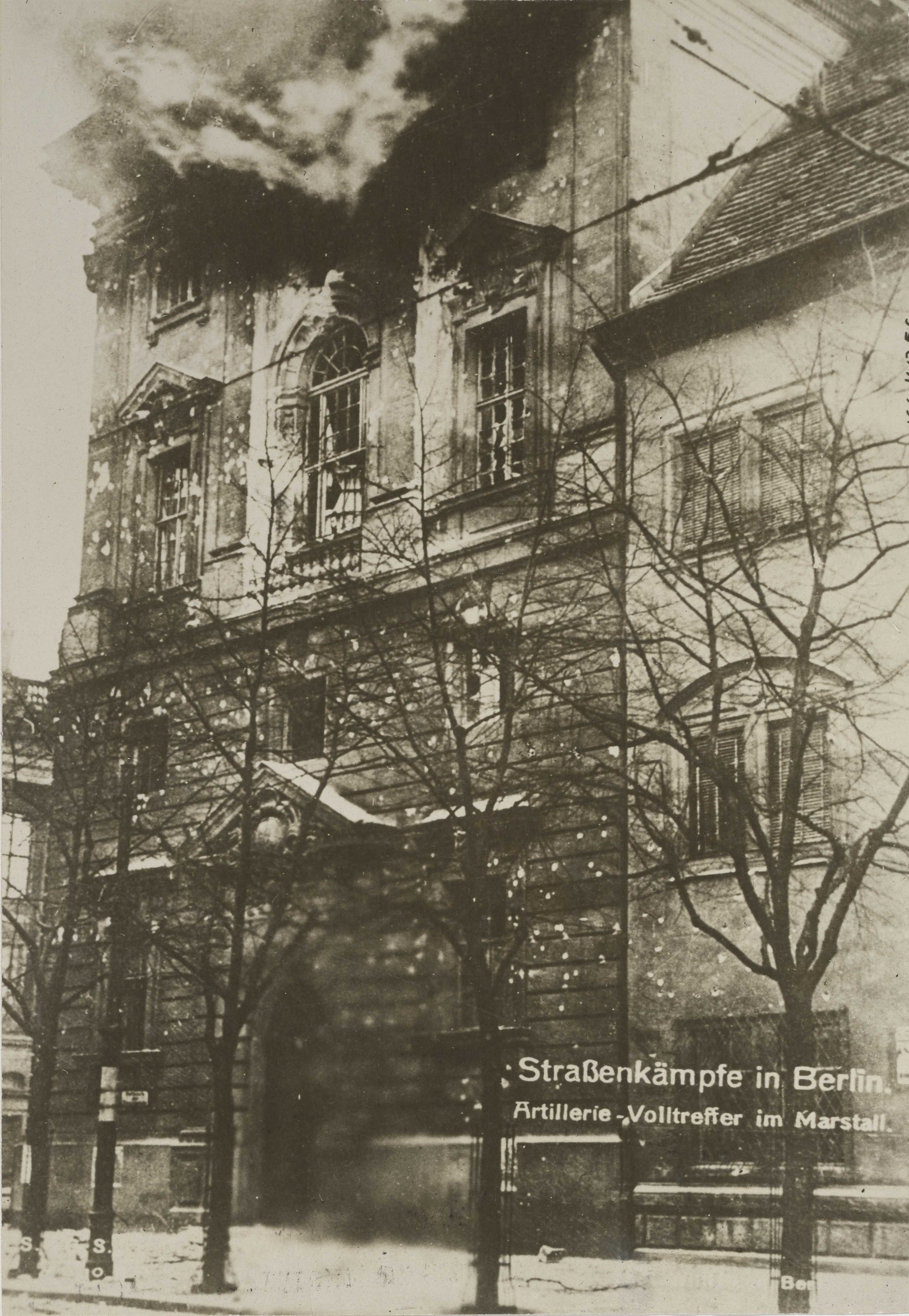
Artillerie-Volltreffer im Marstall

Die drei mehrheitssozialdemokratischen Volksbeauftragten Ebert, Philipp Scheidemann und Otto Landsberg wiesen den preußischen Kriegsminister Schëuch am 24. Dezember an, „das Erforderliche zu veranlassen, um Wels zu befreien“. Irgendwelche Beschränkungen waren mit dieser Anweisung, die zudem ohne Rücksprache mit dem Koalitionspartner erfolgt war, nicht verbunden: Wie Ulrich Kluge schreibt, eine „Blankovollmacht“. General Lequis erteilte den Befehl, mit 1200 Mann Infanterie, zahlreichen Maschinengewehren und viereinhalb Feldbatterien Schloss und Marstall zu erobern. Die Beschießung begann am Heiligabend 1918 gegen acht Uhr morgens und hätte den dort gefangenen Stadtkommandanten leicht das Leben kosten können. Auf dessen Rettung scheint es Lequis nicht mehr angekommen zu sein, er wollte vielmehr gegen die verhassten Revolutionäre vorgehen. Den zahlenmäßig unterlegenen Soldaten, die noch der OHL gehorchten, gelang es, das Schloss zu stürmen, und einige Zeit später war die Volksmarinedivision auch zur Übergabe des Marstalls bereit. Die Matrosen bekamen allerdings in einer Feuerpause Unterstützung durch die Sicherheitswehr, die dem Polizeipräsidenten Emil Eichhorn (USPD) unterstand. Hinzu kamen die „Rote Soldatenwehr“ und bewaffnete Arbeiter, die die Absperrungen durchbrachen, die regierungstreuen Soldaten in Diskussionen verwickelten, deren Offiziere misshandelten und Unruhe stifteten. Die regierungstreuen Einheiten hatten unter erheblichem Schwund zu leiden, auch weil ihnen klar war, dass ihr Angriff das Leben der Matrosen in Schloss und Marstall gefährdete. Sie räumten das Schloss wieder, und Ebert gab den Befehl zur Einstellung der Kämpfe. Insgesamt wurden 56 Soldaten der Regierungstruppen und elf Matrosen, daneben aber auch Zivilisten, getötet.
In Zeitungsinterviews erklärten Lequis und Generalleutnant Heinrich von Hofmann die Niederlage ihrer Truppe damit, dass große Gruppen von Zivilisten zur Unterstützung der Volksmarinedivision aufgetaucht seien, darunter viele Frauen und Kinder, auf die man nicht habe schießen wollen. Der irische Historiker Mark Jones bezweifelt, dass dies die einzige Ursache gewesen sei. Zwar habe die Anwesenheit von Zivilisten – Schaulustige, Unterstützer der Matrosen, aber auch deren Gegner – eine Rolle gespielt; mindestens ebenso wichtig sei aber die unzureichende Planung der Erstürmung des Schlosses gewesen, die geringe Zahl der eingesetzten Soldaten und deren unzureichende Taktik, die eher auf eine Machtdemonstration abgezielt habe als auf eine militärische Auseinandersetzung.

## Folgen
Nun musste die Regierung mit den meuternden Matrosen neu verhandeln. Um die Räumung der besetzten Gebäude und die Freilassung von Wels zu erreichen, sagte der Rat zu, dass die ausstehende Löhnung ausbezahlt und die Volksmarinedivision in ihrer bisherigen Stärke in die republikanische Soldatenwehr eingegliedert würde. Zudem musste er der Entlassung von Wels als Stadtkommandant zustimmen.
Durch das buchstäbliche „Verschwinden“ der regulären regierungstreuen Soldaten zu Weihnachten 1918 hatte der Rat der Volksbeauftragten keine einzige einsatzfähige Armeeeinheit zu seiner Verfügung. Wären die Soldaten der Volksmarinedivision Spartakisten gewesen, hätten sie leicht die Macht an sich reißen können. Es ging ihnen aber nur um die ausstehende Löhnung.
 

Die Spartakisten beantworteten den Einsatz militärischer Gewalt gegen die Volksmarinedivision mit Rachefantasien gegen die MSPD-Führung: Am 25. Dezember versuchten einige von ihnen die schutzlose Reichsregierung gefangenzunehmen, was der USPD-Politiker Ernst Däumig mit einem Hinweis auf das Weihnachtsfest verhindern konnte: An diesem Tag die Regierung zu stürzen und womöglich Blut zu vergießen, würde das deutsche Volk nicht verstehen. Auf dem Gründungsparteitag der KPD, der vom 30. Dezember 1918 bis zum 1. Januar 1919 tagte, bekannte Max Levien, er werde als Erster Bravo rufen, „wenn ein Revolutionstribunal Scheidemann und Ebert zum Aufknüpfen verurteilt“. Wenige Tage später schrieb Liebknecht in einem Zeitungsartikel: 

„Die Verbrecher Ebert und Scheidemann müssen beseitigt werden […] Das Blut der Gefallenen vom 24. Dezember […] muss durch Gewalt gesühnt werden.“

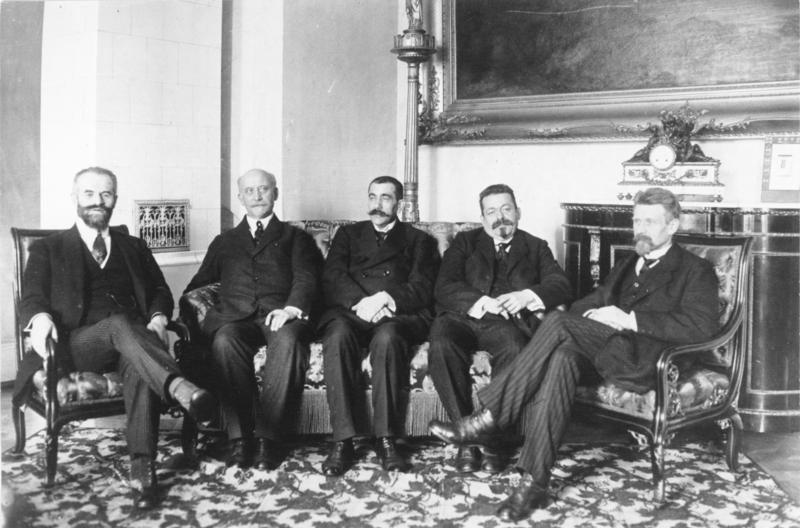
Der Rat der Volksbeauftragten nach dem Ausscheiden der USPD: Landsberg, Scheidemann, Noske, Ebert, Rudolf Wissell.

Als Ebert das Militär um Hilfe gebeten hatte, hatte er es nach Einschätzung des Historikers Ulrich Kluge versäumt, die Aktion mit dem zuständigen preußischen Kriegsminister abzustimmen. Dadurch habe sich die Regierung völlig in die Hand der Militärs begeben. Der Ebert-Groener-Pakt vom November 1918 sei gefestigt, das politische Bündnis zwischen Mehrheitssozialdemokratie und Militärs während der Weihnachtskämpfe überhaupt erst geschlossen worden. In einer gemeinsamen Sitzung des Rates der Volksbeauftragten und des Zentralrats der sozialistischen Republik kam es zu einer mehrstündigen Debatte, in der die USPD die Blankovollmacht für die Truppen und die Beschießung des Marstalls kritisierte. Der von der MSPD beherrschte Zentralrat billigte das Vorgehen der Volksbeauftragten Ebert, Landsberg und Scheidemann. Die Frage, ob die USPD-Volksbeauftragten bereit seien, für Ruhe notfalls auch gegen die Spartakusgruppe mit Unterstützung des Militärs vorzugehen, beantwortete Hugo Haase ausweichend. Die Position des Zentralrates war für die USPD der letzte Anstoß, um aus dem Rat der Volksbeauftragten auszutreten. Diese Entscheidung wurde in der Nacht vom 28. auf den 29. Dezember 1918 bekanntgegeben.
Mark Jones sieht als wichtige Folge der Weihnachtskämpfe eine weit verbreitete Panik vor Karl Liebknecht und den Spartakisten. Diese hatten am 25. Dezember zu einer Demonstration auf der Siegesallee im Berliner Tiergarten aufgerufen, zu der nach Angaben der Zeitung Die Republik nur 3000 bis 4500 Menschen gekommen waren. Gleichwohl verbreitete sich der Eindruck, Liebknecht hätte bereits die Macht übernommen oder ein Bürgerkrieg stünde unmittelbar bevor. Friedrich Stampfer, der Chefredakteur des Vorwärts, schrieb, nun stehe Deutschland vor der Wahl zwischen Volksherrschaft und Verbrecherherrschaft: Die Matrosen im Schloss würden „in der Aufrichtung einer asiatischen Hunger- und Schreckensherrschaft wie in Russland ihr Ziel erblicken.“ Gefährlicher als diese „Wirrköpfe“ seien die „Mitläufer“, die ihren Parolen besinnungslos folgen würden: „Wir müssen zu unserem Volk stehen und es davor schützen, dass es unter die Gewaltherrschaft einer verbrecherischen Minderheit gerät“.
Eine weitere Folge war, dass Gustav Noske als neuer Volksbeauftragter für Heer und Marine nach der Niederlage der regulären Truppen verstärkt auf die Förderung von Freikorps setzte.
Zudem stand die Entlassung Eichhorns an, denn der Berliner Polizeipräsident hatte sich als illoyal erwiesen. Als der preußische Ministerpräsident Paul Hirsch (MSPD) sie am 4. Januar 1919 vollzog – nach Ansicht Heinrich August Winklers ein unumgänglicher Schritt –, löste er dadurch Massenproteste aus, die in den Januaraufstand mündeten, dessen blutige Niederschlagung die Spaltung der deutschen Arbeiterparteien nachhaltig vertiefte.
Außenpolitisch bewirkten die Weihnachtskämpfe eine Verzögerung des Zusammentritts der Pariser Friedenskonferenz 1919, denn, wie die New York Times schrieb, war es angesichts der chaotischen Ereignisse nicht absehbar, wann eine deutsche Regierung zusammentreten würde, die genügend Autorität und Durchsetzungsvermögen hätte, um einen Friedensvertrag abzuschließen.

## Bewertung
Obwohl die mehrheitssozialdemokratischen Mitglieder der Regierung sich in einer Notsituation befunden hatten und die Volksmarinedivision eigenmächtig gehandelt hatte, waren die Ereignisse für viele Arbeiter und Soldaten in Berlin ein Beweis, dass die MSPD sich mit gegenrevolutionären Kräften verbündet hätte. Die öffentliche Bestattung der getöteten Matrosen wurde zu einer Massendemonstration. Auf mitgeführten Plakaten war zu lesen: „Des Matrosenmordes klagen wir an: Ebert, Landsberg und Scheidemann.“ Der Publizist Sebastian Haffner bewertet das Ergebnis der Weihnachtskämpfe als „entscheidende politische Niederlage“ der Novemberrevolution: 

„Alle politischen Kräfte, die die Revolution wirklich gewollt oder wenigstens mit ihr sympathisiert hatten, standen wieder draußen. Nicht ohne eigene Schuld: Sie hatten ihre Stunde versäumt und ihre Chance nicht wahrgenommen. Sie hatten sich ausmanövrieren lassen – oder sich selbst ausmanövriert.“

In ähnlicher Weise schreibt auch Heinrich August Winkler von einer militärischen Niederlage des Generalkommandos und einer politischen Niederlage der Regierung. Der irische Historiker Mark Jones sieht in der Tatsache, dass die Volksbeauftragten der MSPD auf das Generalkommando Lequis zurückgriffen, den „Gründungsakt für den Einsatz antirevolutionärer Gewalt“. Dem widerspricht der deutsche Historiker Benjamin Ziemann: Die überwältigende Mehrheit, die Ebert und die anderen Volksbeauftragten auf dem Reichsrätekongress wenige Tage vor Ausbruch der Kämpfe erhalten hatte, belege deren Legitimität. Selbst innerhalb der USPD habe sich nur der radikal linke Flügel gegen die parlamentarische Demokratie ausgesprochen. Insofern sei die antirevolutionäre Gewalt nicht von der MSPD, sondern von den meuternden Matrosen ausgegangen.